# Romance (álbum de Camila Cabello)
Romance es el segundo álbum de estudio de la cantante cubanomexicana Camila Cabello. Se lanzó el 6 de diciembre de 2019, a través de Epic Records y Syco Music. El álbum será promocionado con la gira The Romance Tour en 2020.

## Antecedentes y desarrollo
Después del lanzamiento de su álbum debut Camila (2018), Brian Lee y Louis Bell comentaron en MTV News que ya estaban trabajando para su próximo trabajo discográfico. El 1 de septiembre de 2019, Camila Cabello publicó un vídeo en su Instagram relevando el nombre del álbum. La primera entrega del disco se reveló el 5 de septiembre. Según la cantante, cada canción del disco entrega un lado más personal de ella, contando lo que ha vivido durante los últimos dos años. El 13 de noviembre de 2019, Cabello anunció que su segundo álbum de estudio se publicará el 6 de diciembre de 2019.

## Promoción
Previamente al lanzamiento del disco, Cabello estrenó «Señorita» junto a Shawn Mendes el 21 de junio de 2019, cuya canción fue sencillo para la edición especial del tercer álbum de estudio Mendes, y que finalmente formó parte del álbum Romance. La pista debutó en el número dos de la lista estadounidense Billboard Hot 100 y semanas después alcanzó el puesto número uno, convirtiéndose en el primer número uno de Mendes en los Estados Unidos y el segundo número uno para Cabello después de «Havana» en 2018.

### Sencillos
El 5 de septiembre de 2019, Cabello lanzó los primeros sencillos del material «Liar» y «Shameless». La primera canción se publicó junto con su audio en su cuenta de YouTube, mientras que la última se estrenó junto con su vídeo musical dirigido por Henry Scholfield. La portada oficial de ambas canciones se publicaron el 4 de septiembre de 2019.
El 2 de octubre de 2019, se anunció el lanzamiento de «Cry for Me» como el tercer sencillo de la producción. La pista se estrenó el 4 de octubre de 2019. El cuarto sencillo «Easy» se anunció el 9 de octubre de 2019, junto con una imagen promocional de la pista. El tema es una balada, con ritmos suaves del pop, y se estrenó oficialmente el 11 de octubre de 2019. Cabello presentó por primera vez «Cry for Me» junto al tema «Easy» en el programa Saturday Night Live, el 12 de octubre de 2019.
El 15 de noviembre de 2019, se lanzó la canción «Living Proof» junto con la preventa del disco y la descarga de los cuatro sencillos lanzados anteriormente «Shameless», «Liar», «Cry for Me» y «Easy». En su anuncio, la cantante comento que la pista es una de las primeras canciones que escribió y una de sus favoritas del álbum.

### Gira musical
El 13 de noviembre de 2019, Cabello anunció la gira The Romance Tour para la promoción del álbum con las primeras veintiséis fechas en Norteamérica, a través de sus redes sociales.  La gira iba a comenzar en Vancouver el 29 de julio de 2020, pero debido a la pandemia del Covid-19 algunos conciertos fueron reprogramados y posteriormente dicha gira fue cancelada.

## Recepción crítica
Metacritic le asignó al álbum una puntuación promedio ponderada de 72, basado en 7 reseñas. Los críticos elogiaron la entrega vocal de Cabello, pero criticaron sus habilidades de composición y la producción discográfica, llamando al álbum «sobreproducido y pretencioso». En una crítica menos entusiasta, Alexis Petridis de The Guardian llamó a su composición de manera regular mientras criticaba la producción en el disco, especialmente en el uso de Auto-Tune, a su vez, opinó que su uso le hacía sonar robótica, convirtiendo lo que se suponía que era apasionado y romántico en algo «predecible, seco y aburrido».
En su reseña para AllMusic, Matt Colar le otorgó a Romance cuatro de cinco estrellas, apreciando la evolución artística demostrada por la cantante y describiendo el disco como «lleno de emociones y deseo erótico, al igual que el delirio exuberante de la primera fase del enamoramiento». Adam White de The Independent, calificó el álbum de «animado y agradable», calificándolo con cuatro de cinco estrellas, sin embargo, notó algunas limitaciones y defectos en el registro con respecto a la producción, los efectos agregados a la voz de la cantante y la poca originalidad de algunas pistas.
Hannah Mylrea de New Musical Express, calificó a Romance con tres de cinco estrellas, comentando que las canciones centradas en los sentimientos negativos, no transmiten suficientemente las emociones descritas. Mylrea también elogió la fusión del estilo musical típico de la intérprete con la inclusión de nuevos sonidos.

## Lista de canciones
| N.º   | Título                        | Escritor(es) | Productor(es) | Duración |  |
| 1.    | «Shameless»                   | Camila Cabello, Alexandra Tamposi, Andrew Wotman, Jonathan Bellion, Jordan Johnson y Stefan Johnson                                                                   | Andrew Watt y The Monsters and the Strangerz                                                                             | 3:27     |  |
| 2.    | «Living Proof»                | Cabello, Tamposi, Justin Tranter, Mattias Larsson y Robin Fredriksson                                                                                                 | Mattman & Robin | 3:14     |  |
| 3.    | «Should've Said It»           | Cabello, Louis Bel, Adam Feeney, Nate Mercereau, Eric Frederic, Wotman y Tamposi                                                                                      | Frank Duke, Mercereau, Ricky Reed y Bell                                                                                 | 3:20     |  |
| 4.    | «Señorita» (con Shawn Mendes) | Cabello, Shawn Mendes, Charlotte Aitchison, Tamposi, Jack Patterson, Wotman, Benjamin Levin y Magnus August Hoiberg                                                   | Watt, Benny Blanco y Cashmere Cat                                                                                        |          |  |
| 5.    | «Liar»                        | Cabello, Alexandra Tamposi, Andrew Watt, Jonathan Bellion, Jordan Johnson, Stefan Johnson, Jenny Berggren, Jonas Berggren, Malin Berggren, Ulf Ekberg y Lionel Richie | Andrew Watt, The Monsters and the Strangerz y Jon Bellion                                                                | 3:27     |  |
| 6.    | «Bad Kind of Butterflies»     | Cabello, Philip Constable, Tamposi, Lindsay Gilbert, Crystal Nicole, J. Johnson, S. Johnson y Oliver Peterhof                                                         | Christian Johnson, DJ HardWerk, David Silberstein, German, Greg Golterman, Jeremy Levin y The Monsters and the Strangerz | 2:49     |  |
| 7.    | «Easy»                        | Cabello, Justin Tranter, John Hill, Adam Feeney, Louis Bell, Carter Lang y Westen Weiss                                                                               | Frank Duke, Louis Bell, Carter Lang, Western Weiss y John Hill                                                           | 3:16     |  |
| 8.    | «Feel It Twice»               | Cabello, Bell, Feeney, Tommy Paxton Beesley y Matthew Tavares | Dukes y Tavares | 3:08     |  |
| 9.    | «Dream of You»                | Cabello, Larsson, Fredriksson y Tranter | Mattman & Robin | 3:42     |  |
| 10.   | «Cry for Me»                  | Cabello, Ryan Tedder, Adam Feeney y Louis Bell | Frank Dukes, Louis Bell, Carter Lang, Western Weiss y John Hill                                                          | 3:09     |  |
| 11.   | «This Love»                   | Cabello, Sam Roman, Dayyon Alexander Drinkard y Jeff Shum | Rush Hr y RØMANS | 3:40     |  |
| 12.   | «Used to This»                | Cabello, Finneas O'Connell y Amy Wadge | Finneas y Bart Schoudel                                                                                                  | 3:30     |  |
| 13.   | «First Man»                   | Cabello, Jordan Reynolds y Wadge | Finneas y Reynolds | 3:48     |  |
| 46:37 |                               | | |          |  |

| Bonus track (Edición digital) |                               |                                                                                    |               |          |  |
| N.º                           | Título                        | Escritor(es)                                                                       | Productor(es) | Duración |  |
| 4.                            | «My Oh My» (featuring DaBaby) | Cabello, Jonathan Lyndale Kirk, Bell, Feeney, Savan Kotecha y Anthony Clemons, Jr. | Dukes y Bell  | 2:50     |  |

## Posicionamiento en listas
| Listas (2019-2020)                  | Mejor posición |
| ----------------------------------- | -------------- |
| Argentina (CAPIF)                   | 7              |
| Alemania (Media Control Charts)     | 55             |
| Australia (ARIA)                    | 6              |
| Austria (Ö3 Austria)                | 35             |
| Bélgica (Ultratop 50 Flandes)       | 16             |
| Bélgica (Ultratop 40 Valonia)       | 58             |
| Canadá (Billboard)                  | 1              |
| Dinamarca (Hitlisten)               | 32             |
| Escocia (Official Charts Company)   | 22             |
| Estados Unidos (Billboard 200)      | 3              |
| Estados Unidos (Rolling Stone 200)  | 2              |
| España (PROMUSICAE)                 | 8              |
| Estonia (Eesti Ekspress)            | 8              |
| Finlandia (Suomen virallinen lista) | 16             |
| Francia (SNEP)                      | 52             |
| Grecia (IFPI Grecia)                | 26             |
| Irlanda (IRMA)                      | 12             |
| Italia (FIMI)                       | 44             |
| Japón (Billboard)                   | 33             |
| Japón (Oricon)                      | 35             |
| Letonia (LAIPA)                     | 10             |
| Lituania (AGATA)                    | 5              |
| México (AMPROFON)                   | 2              |
| Noruega (VG-lista)                  | 14             |
| Nueva Zelanda (RMNZ)                | 7              |
| Países Bajos (MegaCharts)           | 8              |
| Polonia (ZPAV)                      | 32             |
| Portugal (AFP)                      | 10             |
| Reino Unido (UK Albums Chart)       | 14             |
| Suecia (Sverigetopplistan)          | 23             |
| Suiza (Schweizer Hitparade)         | 19             |

## Certificaciones
| País (organismo certificador) | Certificación | Unidades certificadas |
| ----------------------------- | ------------- | --------------------- |
| Brasil (Pro-Música Brasil)    | Platino       | 40 000                |
| Canadá (Music Canada)         | Platino       | 80 000                |
| Estados Unidos (RIAA)         | Platino       | 1 000 000             |
| México (AMPROFON)             | Oro           | 30 000                |
| Noruega (IFPI)                | 3x Platino    | 60 000                |
| Polonia (ZPAV)                | Oro           | 10 000                |
| Reino Unido (BPI)             | Oro           | 60 000                |

## Historial de lanzamiento
| País   | Fecha                   | Formato                          | Discográfica             | Ref           |
| ------ | ----------------------- | -------------------------------- | ------------------------ | ------------- |
| Varios | 6 de diciembre de 2019  | CD, Descarga digital y Streaming | Epic Records, Syco Music | [ 85 ] [ 86 ] |
| Varios | 13 de diciembre de 2019 | CD (autografiado)                | Epic Records, Syco Music | [ 87 ]        |
| Varios | 30 de enero de 2020     | Casete                           | Epic Records, Syco Music | [ 88 ]        |
| Varios | 14 de febrero de 2020   | LP                               | Epic Records, Syco Music | [ 89 ]        |